# Szabad Waldorf Általános Iskola és Gimnázium
A Szabad Waldorf Általános Iskola és Gimnázium Szegeden található Waldorf iskola.

## Története
A szegedi Waldorf iskola története 1997 őszén kezdődött, amikor megalakult a Waldorf Baráti Kör, amely szülők, pedagógusok és az antropozófia iránt érdeklődők részvételével jött létre. 
1998 nyarán megfogalmazódott az óvoda és iskola alapításának gondolata, így létrehozták a Szegedi Waldorf Társas Kör Egyesületet.
1999 márciusában megnyílt az óvodai játszócsoport, majd 2000 szeptemberében megnyitotta kapuit az első osztály Újszentivánon. Három év után az iskola Szeged Béketelepre költözött, ahol fokozatosan bővült. 
2007-ben nagyobb épületbe költöztek, és 2008-ban megkezdte működését a gimnáziumi tagozat. 
2013 óta minden évben érettségiznek Waldorf-diákok.

## Alapértékei
A Szegedi Waldorf Iskola alapértékei Rudolf Steiner tanításaira épülnek, amely az élethez a szellemi perspektívát kívánja hozzáadni. A Waldorf-pedagógia gyermekközpontú, képességfejlesztő, és célja, hogy szorongásmentes környezetben szabad, önállóan cselekvő embereket neveljen, akik képesek kibontakoztatni veleszületett képességeiket. Az iskola tiszteletben tartja a vallási, kulturális és egyéni különbségeket, és elutasítja a dogmatikus nevelést. A pedagógia alapja a gyermekek testi-lelki fejlődésének figyelemmel kísérése és az egyéni sajátosságok tiszteletben tartása.

## A szegedi Waldorf-intézmények szervei

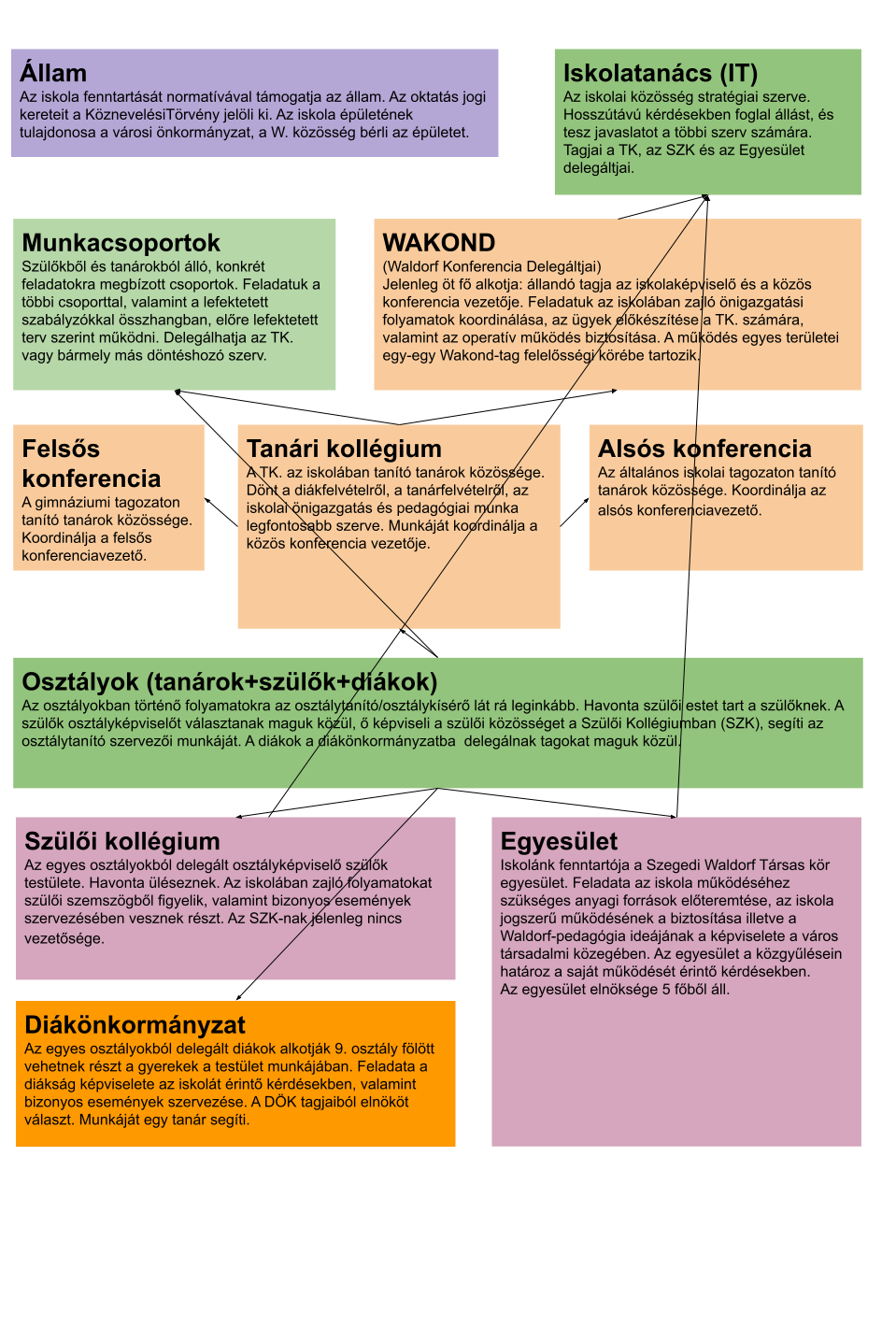
A szegedi Waldorf-intézmények szervezeti felépítése.

- Egyesület: tagjai tanárok, szülők és támogatók, a fenntartói szerepet látja el egy öt fős vezetőséggel
- Óvodai Kerekasztal: az óvoda vezető szerve, az óvodával kapcsolatos döntések színtere
- Iskolatanács: az iskola döntéshozó testülete minden nem pedagógiai kérdésben, tagjai delegált tanárok, szülők és az egyesület vezetője
- Tanári Kollégium: az iskolában tanító tanárok közössége
- Szülői Kollégium: tagjai a szülők által választott osztályonkénti 2-2 osztályképviselő
- Munkacsoportok: specifikus feladatok ellátására kapnak mandátumot, tagjai szülők és tanárok

## Híres diákjai
- Mari Dorottya (1999–) magyar színésznő
- Mari Csongor (2000–) a Hakumba zenekar billentyűse

### YouTube

#### Bemutatkozás
- Szegedi Waldorf Iskola.